# Cantó de Millau-Oest
El cantó de Millau-Oest és un cantó francès del departament de l'Avairon, situat al districte de Millau. Té 4 municipis i el cap cantonal és Millau.

## Municipis
- Comprenhac
- Creissèls
- Milhau
- Sent Jòrdi

## Història
| Data d'elecció                           | Identitat               | Partit | Qualitat |
| ---------------------------------------- | ----------------------- | ------ | -------- |
| 1985-1998                                | Gilbert Lagarde         | RPR    |          |
| 1998-2004                                | Guy Durant              | PS     |          |
| 2004-                                    | Jean-Dominique Gonzales | PS     |          |
| les dades anteriors no són pas conegudes |                         |        |          |
|                                          |                         |        |          |

## Demografia
| 1962 | 1968 | 1975 | 1982 | 1990 | 1999   | 2006   |
| ---- | ---- | ---- | ---- | ---- | ------ | ------ |
|      |      |      |      |      | 16.595 | 17.884 |